# 5 Pułk Piechoty (brytyjski)
5 pułk piechoty – utworzony w 1674 jako pułk irlandzki (Irish Regiment). Walczył z kolonistami w Ameryce. Brał udział w bitwie o Bunker Hill (1775). Dalej brał udział w kampanii przeciw Filadelfii (1777) i bitwie pod Germantown, zwycięskiej dla Brytyjczyków (1778).

## Bibliografia

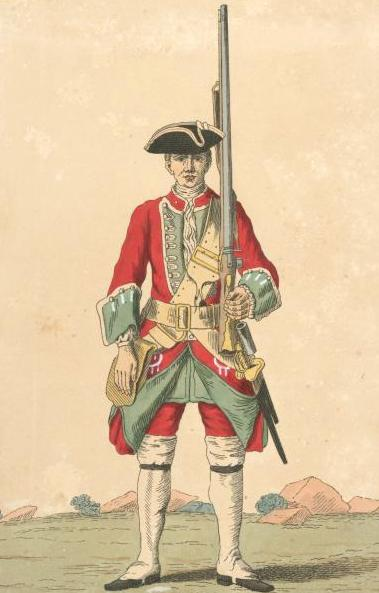
Żołnierz 5 pułku piechoty (1742)